# Lanping
Lanping (en chino, 兰坪; pinyin, Lánpíng) es un condado autónomo bajo la administración directa de la prefectura autónoma de Nujiang. Se ubica al oeste de la provincia de Yunnan, sur de la República Popular China. Su área es de 4325 km² y su población total para 2010 fue +200 mil habitantes.

## Toponimia
Lanping lleva el nombre de los sufijos de Shanglan (上兰) y Baidiping (白地坪) que se fusionaron para formar la nueva administración. Actualmente en la Aldea Baidiping (白地坪村) se encuentra la sede del condado
Como las otras regiones autónomas, se caracteriza por estar asociada a un grupo étnico minoritario, en este caso, los bai y los pumi. La región recibió la condición de "autónomo" cuando se estableció el Condado autónomo bai y pumi de Lanping el 27 de noviembre de 1987.

## Administración
El condado autónomo de Lanping se divide en 8 pueblos que se administran en 4 poblados y 4 villas.